# カマシア属
カマシア属（カマシアぞく、学：Camassia）は、キジカクシ科ツルボ亜科に含まれるに含まれる属の一つ。和名はヒナユリ属と言われる。カマッシア属とも呼ばれる。英名はインディアン・ヒアシンス、ワイルドヒアシンス、カマシュ、カマスなどがある。

## 概要
アメリカ合衆国のロッキー山脈を除く中央平原とプレーリー、大西洋、太平洋沿岸地域に自生する球根植物。花序はほぼピラミッド型の穂状花序で、花は白色、青紫色、薄紫色があり、外花被3枚、内花被3枚の同花被花となっている。雄蕊は6本あり、中央に雌蕊が一本ある。葯は黄色をしている。花は大きく6つに深裂する。葉は地上部付近で放射状に混生、叢生し、成熟した球根一球に対し、スタイリッシュな直立した花茎を一本立ち上げる。未開花の花茎の先端は披針形の苞葉に包まれており、花が開花していく内に乾燥し脱落する。かつてアメリカの先住民が球根を食用としていたが、有毒な種が多いヒガンバナ科と葉が似ているので誤食事故を避けるためにも食用は避けた方が良い。アメリカでは、「デスカマス」と呼ばれるシュロソウ科の有毒植物と球根が類似しているため、先住民族は花で区別していた。

## 栽培方法
球根の植え付けは10月から11月の秋植え球根だが、開花は他の春咲き球根植物より遅く、チューリップやスイセン、ヒヤシンス等と開花時期が終わり始めたころに開花しだす。暑さ、寒さに非常に強く、貧栄養の土壌でも球根が成熟すれば通年花を咲かせる。分球もしやすく放任栽培で毎年花を楽しめる。花は下側から徐々に枯れていくので枯れた花は清潔なハサミや手で除去しておくと花付きが良くなる。開花後の夏には休眠する。球根植物の例に漏れず、多湿には弱いので特に休眠期、冬季は軒下などで管理すると良い。花付きは日照が3時間以下の環境でなければ、特に注意する必要はない。花言葉は「無垢な心」である。

## 名称について
属名Camassiaの由来は、チヌーク族の使用していた言語チヌーク語の Quamash という言葉にちなむ。これは「甘味のある」という意味になり、本属の一種（C. esculenta）が、食用に利用されていたことにちなむ。ただし、今日において C. esculenta は、ヒナユリもしくはC. scilloidesと見做されており、独立種としては認められていない。

## 下位分類
カマシア属は6種類が認められる。名前にユリが付くが、新エングラー体系でユリ科から外されて以来一度もユリ科に所属していない。

### 栽培される種
オオヒナユリ【大雛百合】
（Camassia leichtlinii）
アメリカ、カナダの太平洋沿岸に自生する種で、草丈は100㎝以上になる大型種で、花もヒナユリより大きくなる。種小名の由来は、19世紀のドイツの植物学者マックス・ ライトヒトリン（Max Leichtlin） への献名である。球根は、長時間加熱したうえで食用とされた。
ヒナユリ【雛百合】
（Camassia quamash）
本属のタイプ種で、アメリカ、カナダの太平洋沿岸地域とグレートプレーンズ西部に生息する。葯は黄色で、種小名の由来は学名と全く同じでチヌーク語の Quamash という言葉にちなむ。学名からカマシア・クアマシュと呼ばれる。球根はイヌリンを多く含み、先住民たちにより食用とされてきた。
ヒロハヒナユリ【広葉雛百合】
（Camassia cusikii）
オオヒナユリよりは草丈は低くなる種。種小名の由来はアメリカの植物学者のウィリアム・コンクリン・クシックにちなむ。ステロイドサポニンを含むため、食用にはならない。

### その他の種
- Camassia angusta (Engelm. & A.Gray) Blank.
- Camassia howellii S.Watson
- Camassia scilloides

## ギャラリー

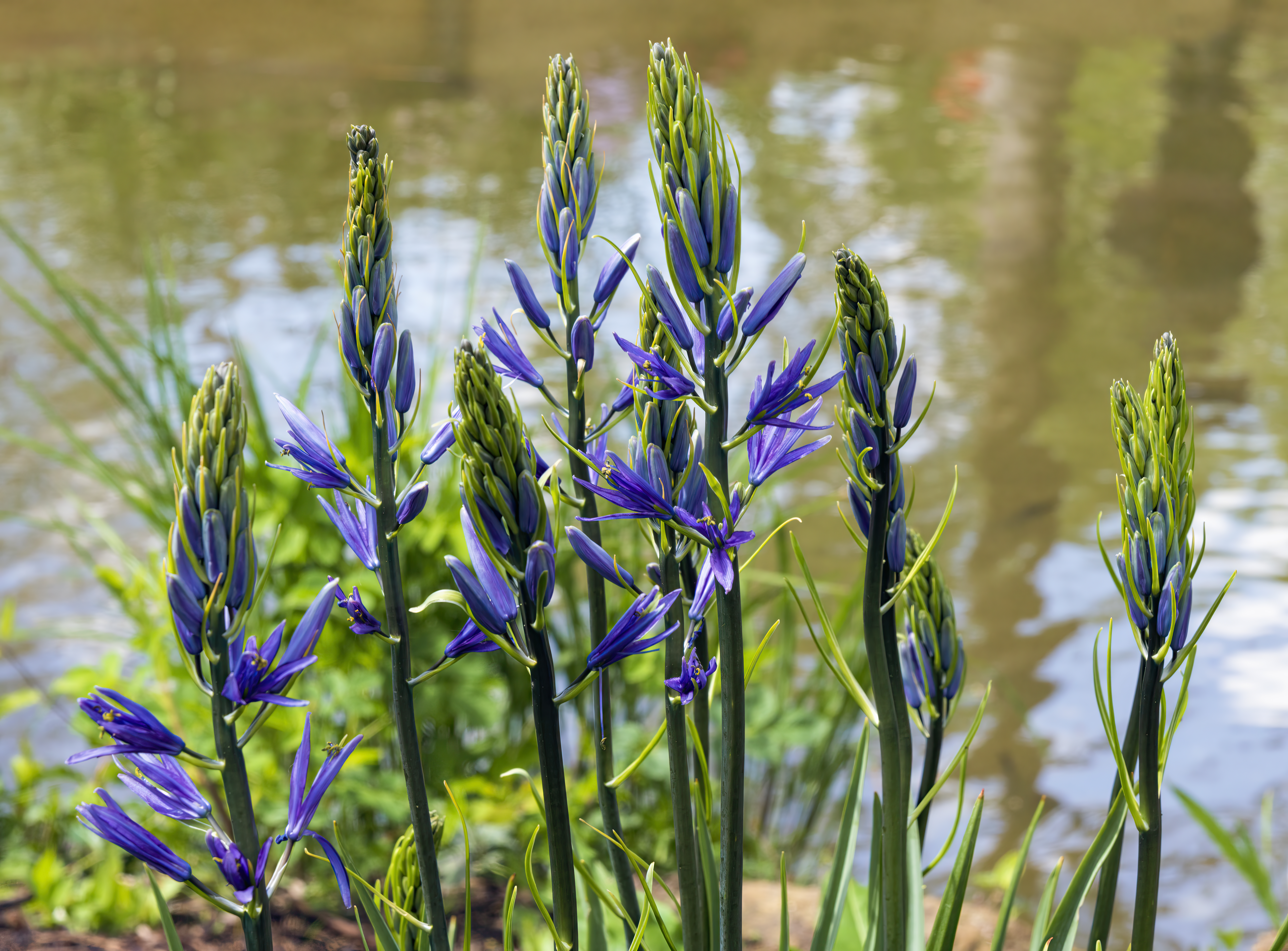
開花中のオオヒナユリ。
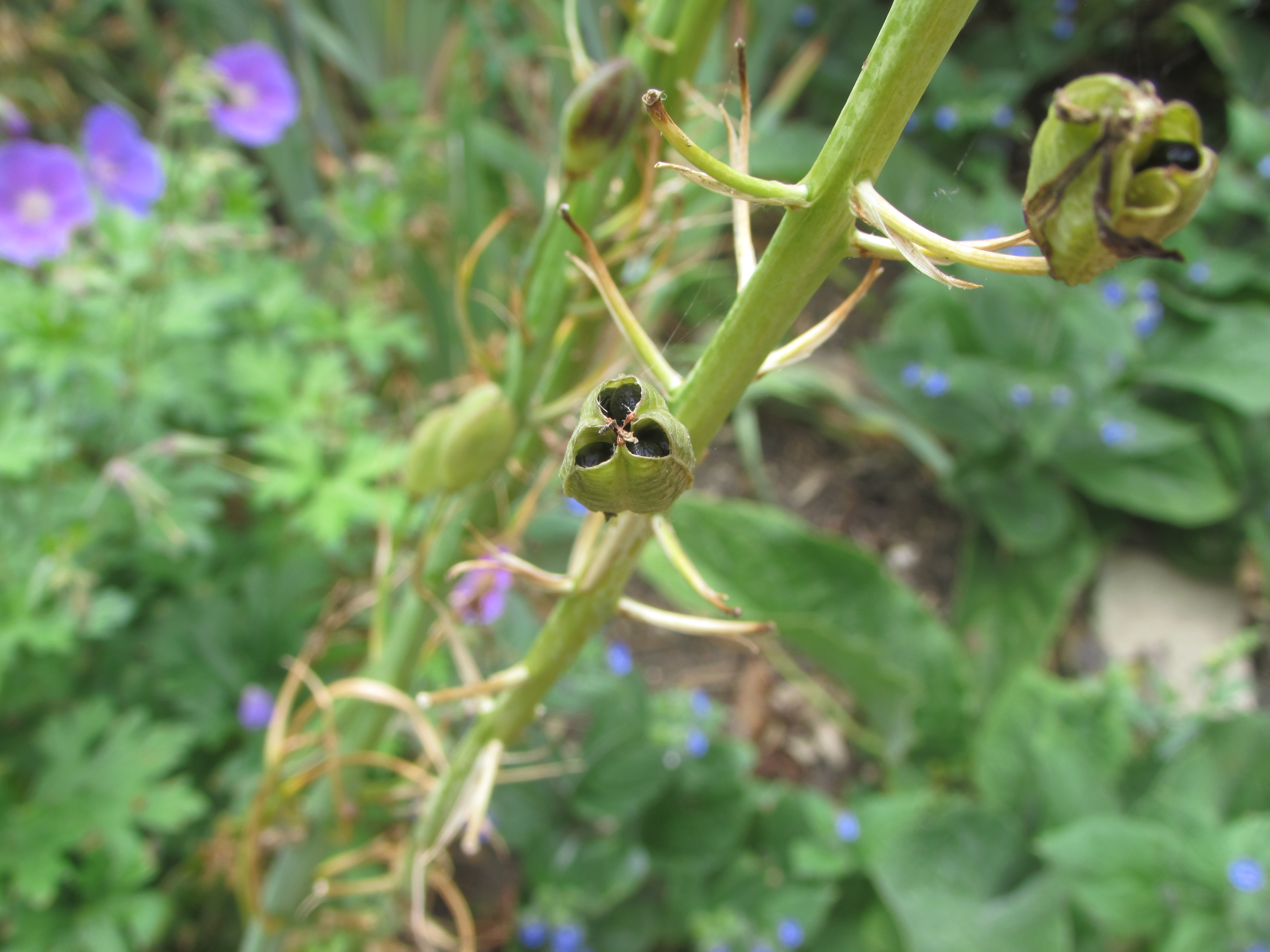
オオヒナユリの種子
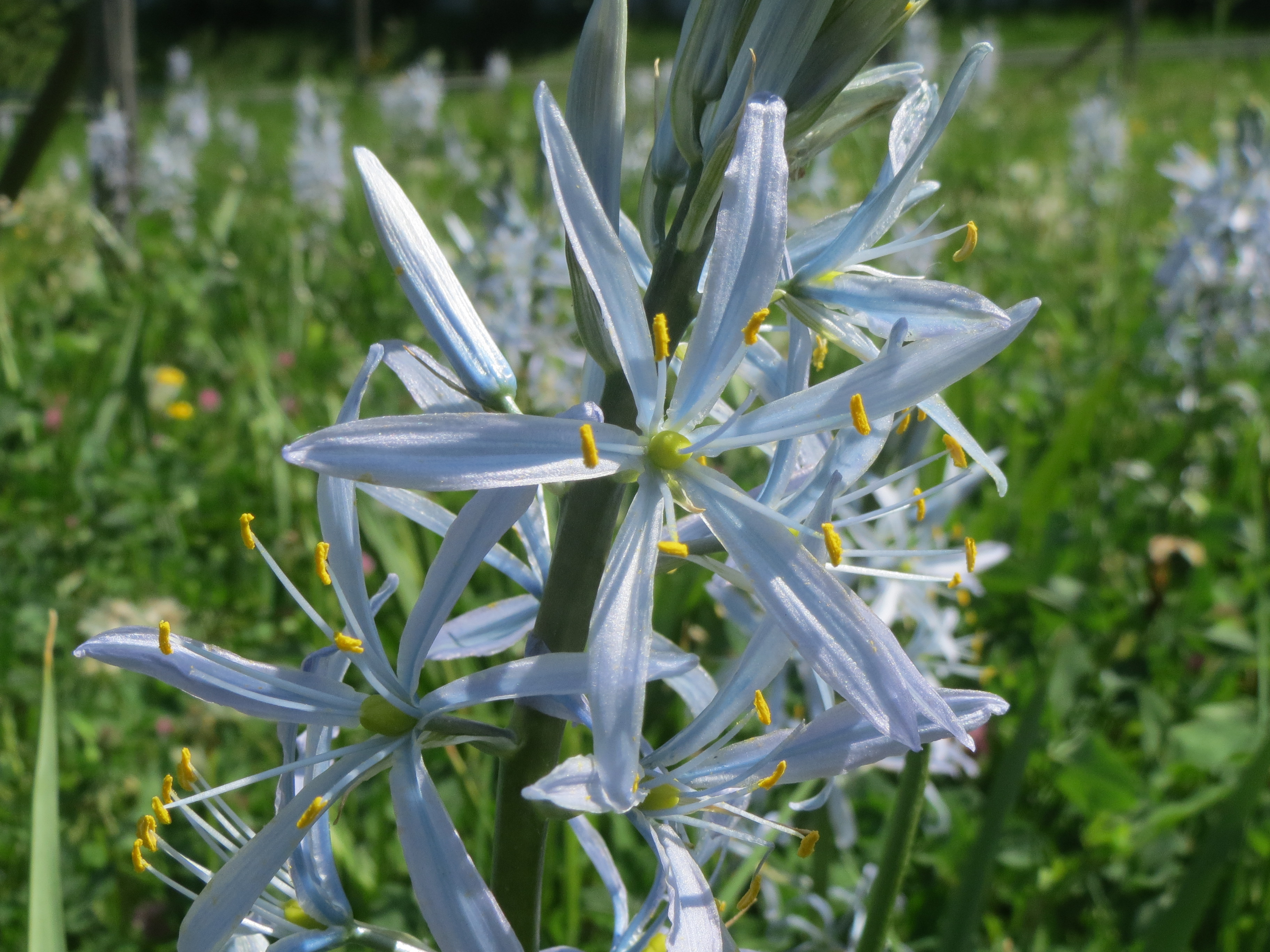
ヒロハヒナユリ
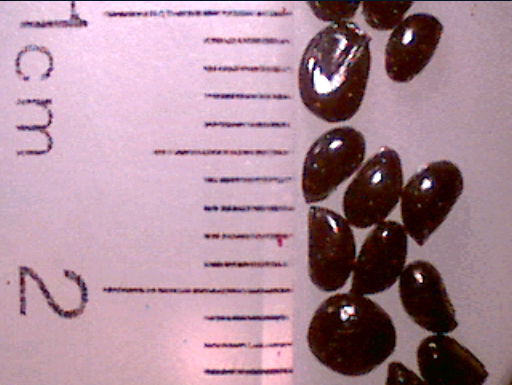
ヒナユリの種子
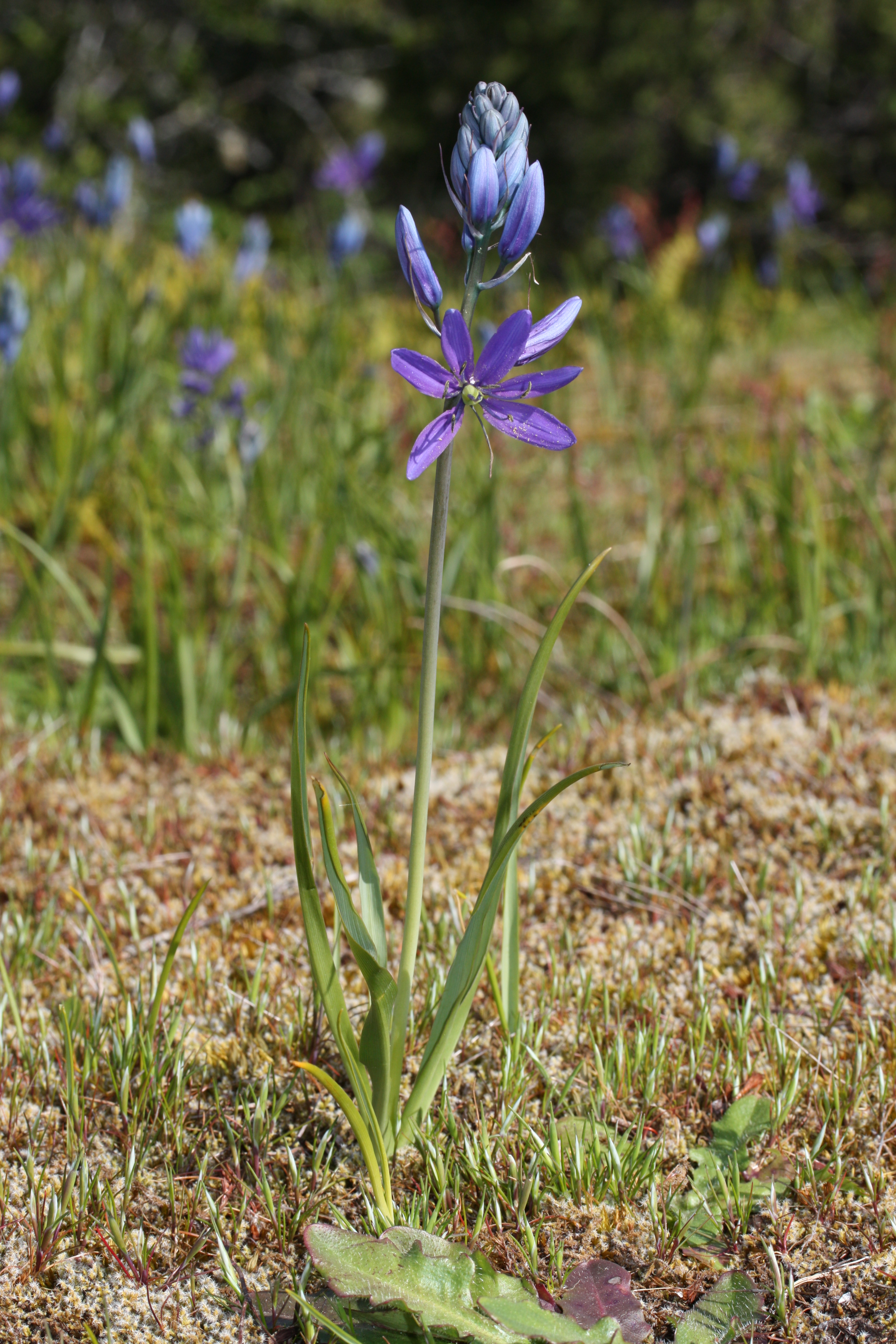
ヒナユリの全容
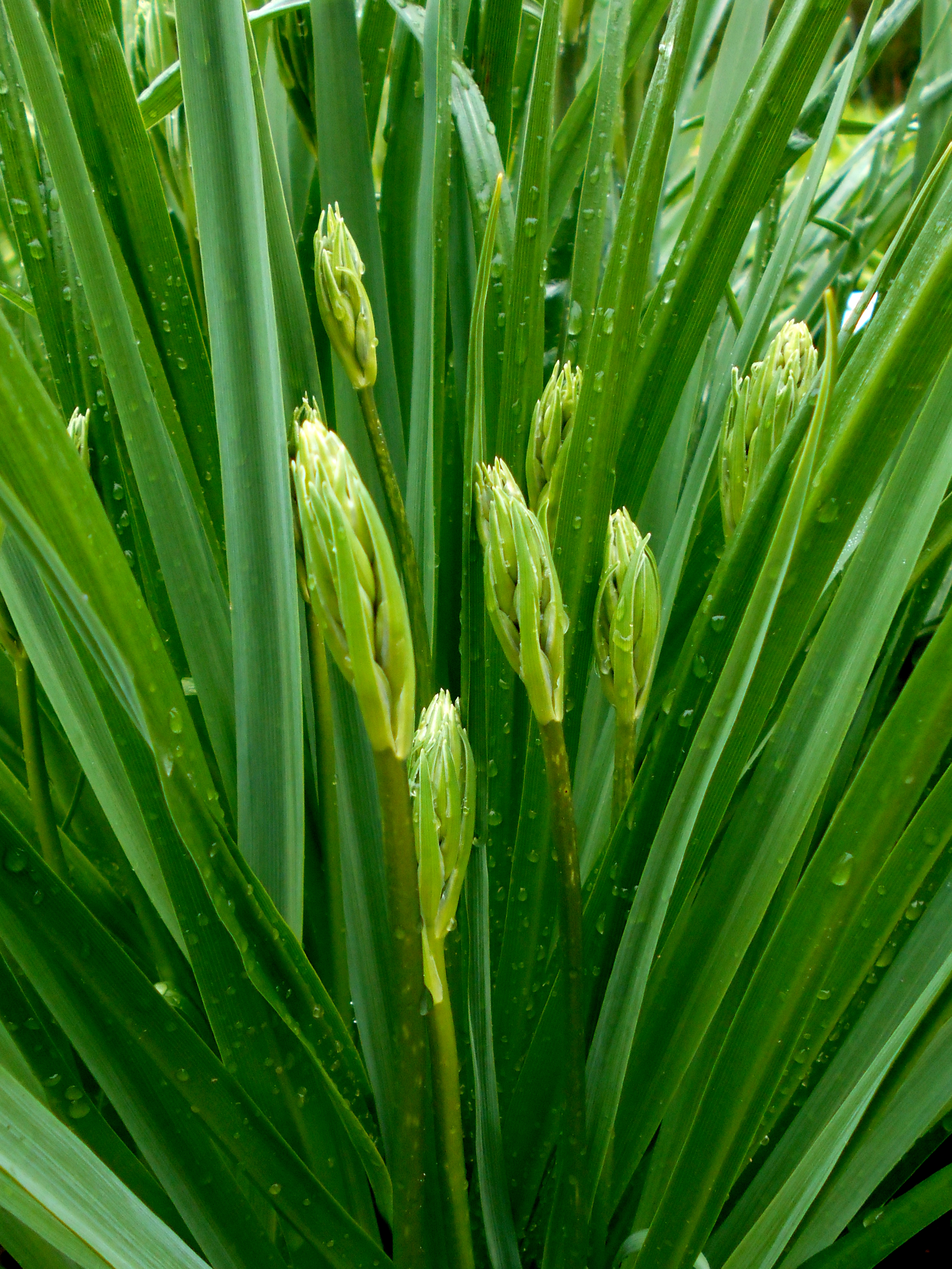
ヒナユリの蕾。